# Saint-Paulet
Saint-Paulet är en kommun i departementet Aude i regionen Occitanien  i södra Frankrike. Kommunen ligger  i kantonen Castelnaudary-Nord som ligger i arrondissementet Carcassonne. År 2022 hade Saint-Paulet 203 invånare.

## Befolkningsutveckling
Antalet invånare i kommunen Saint-Paulet
Referens: INSEE

## Galleri

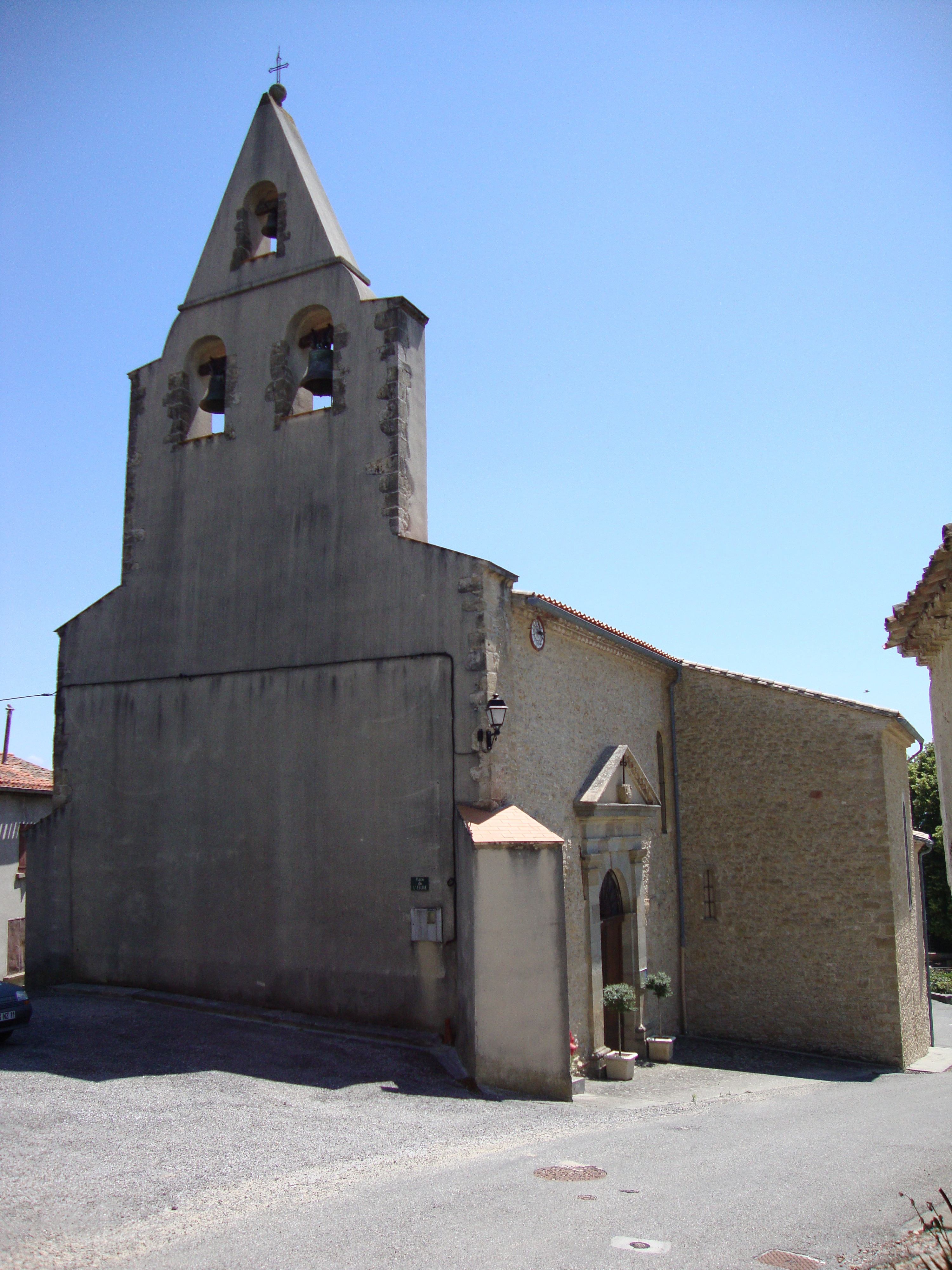
Kyrkan
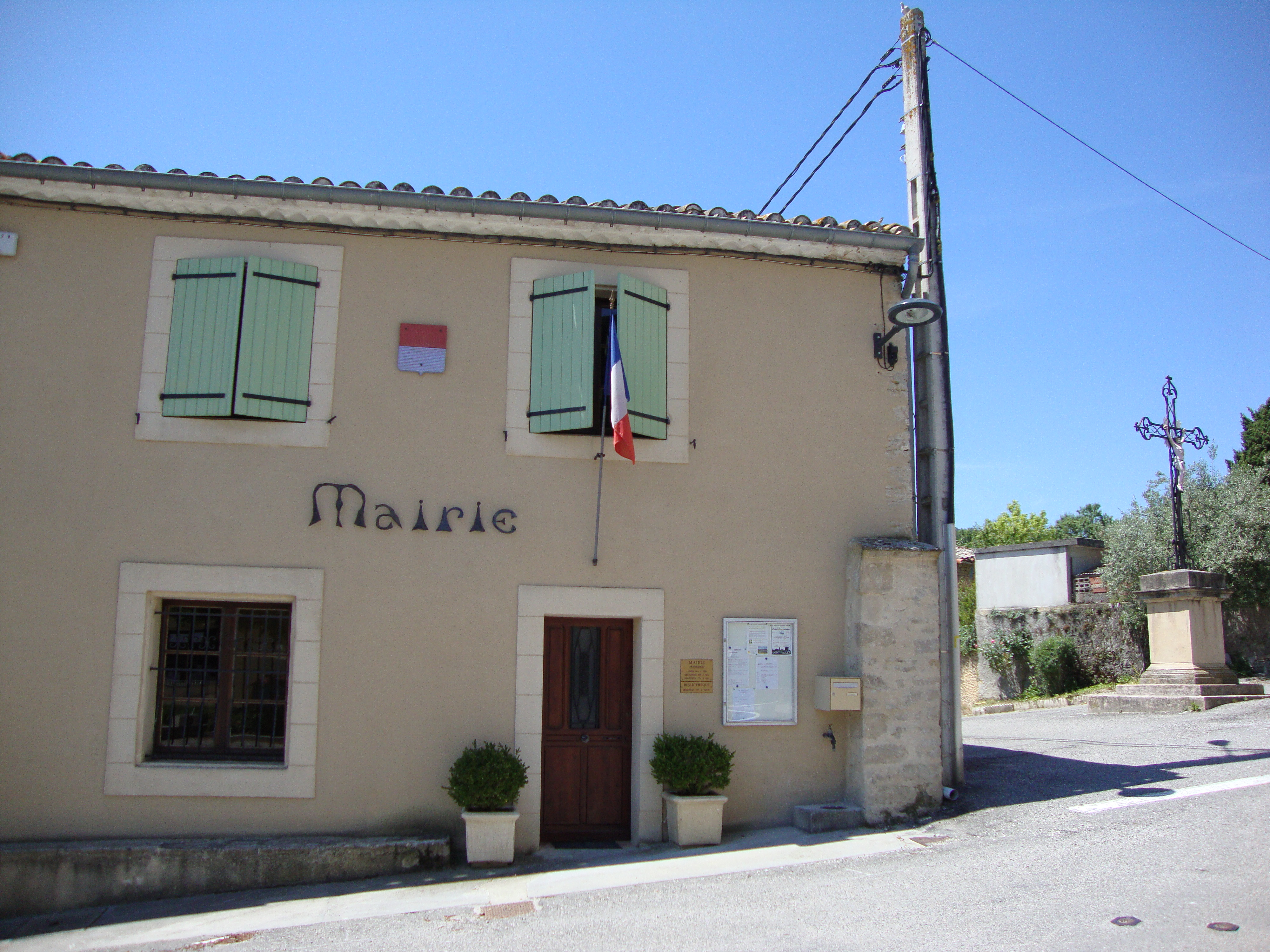
Rådhuset
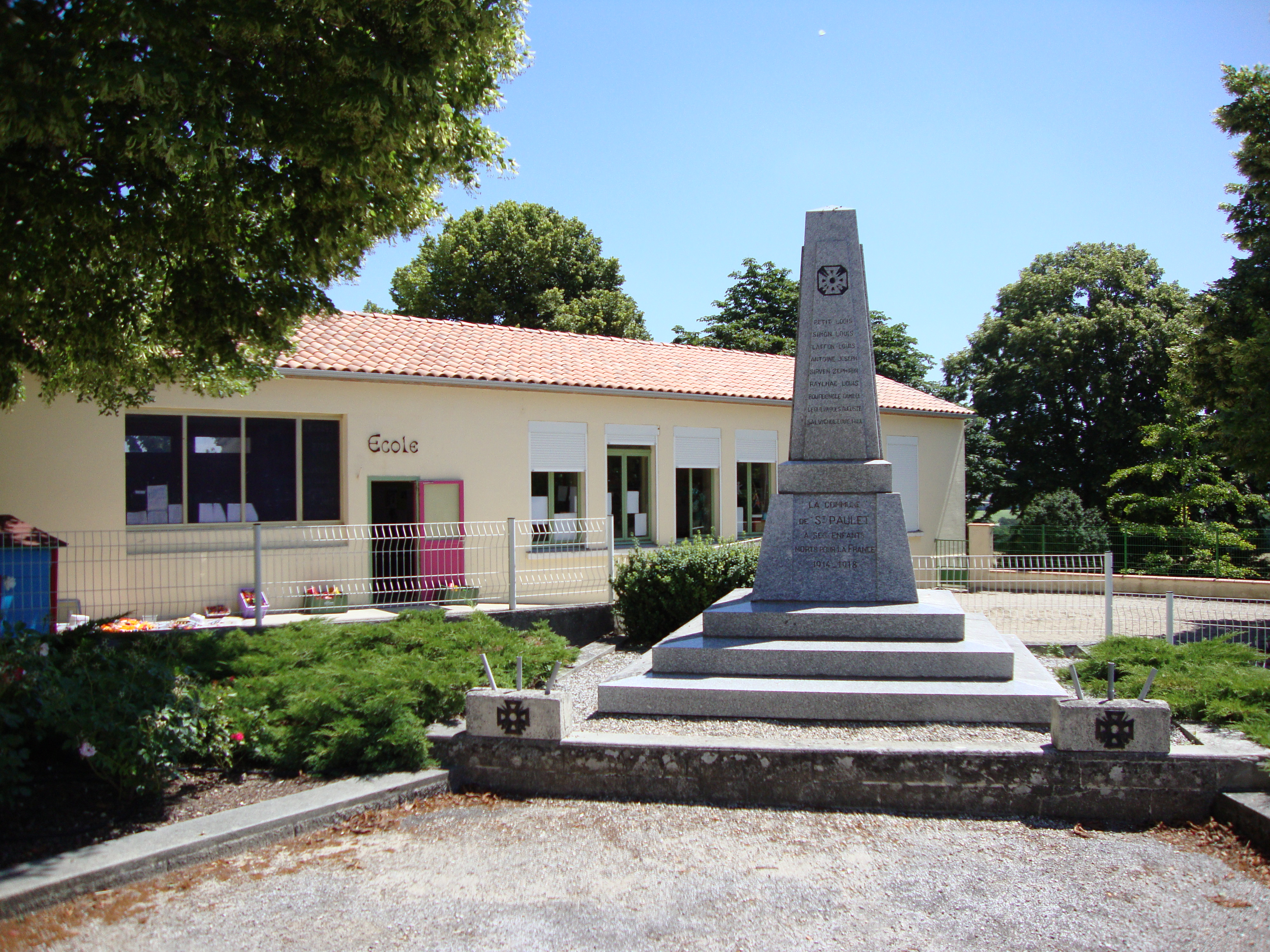
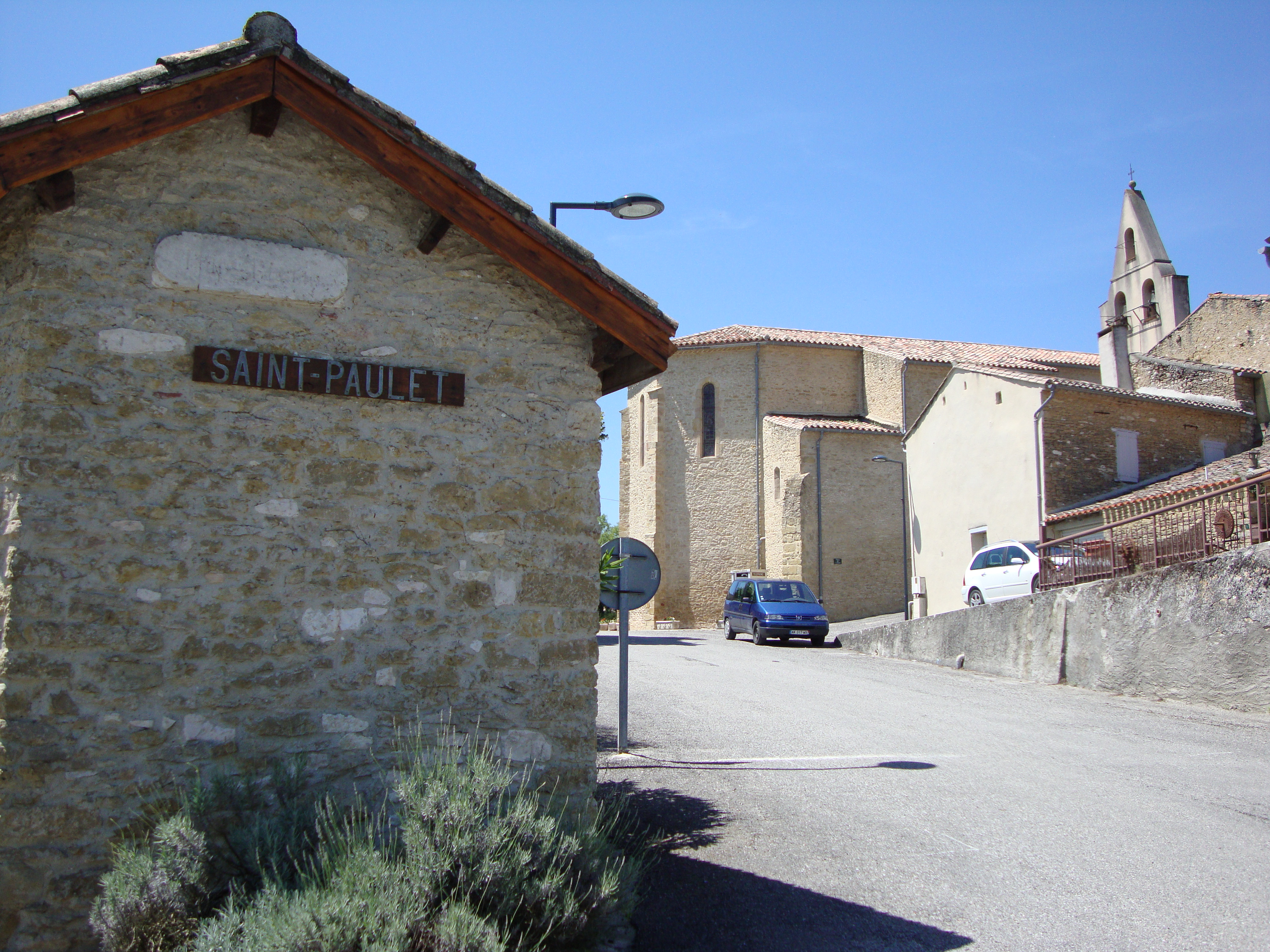
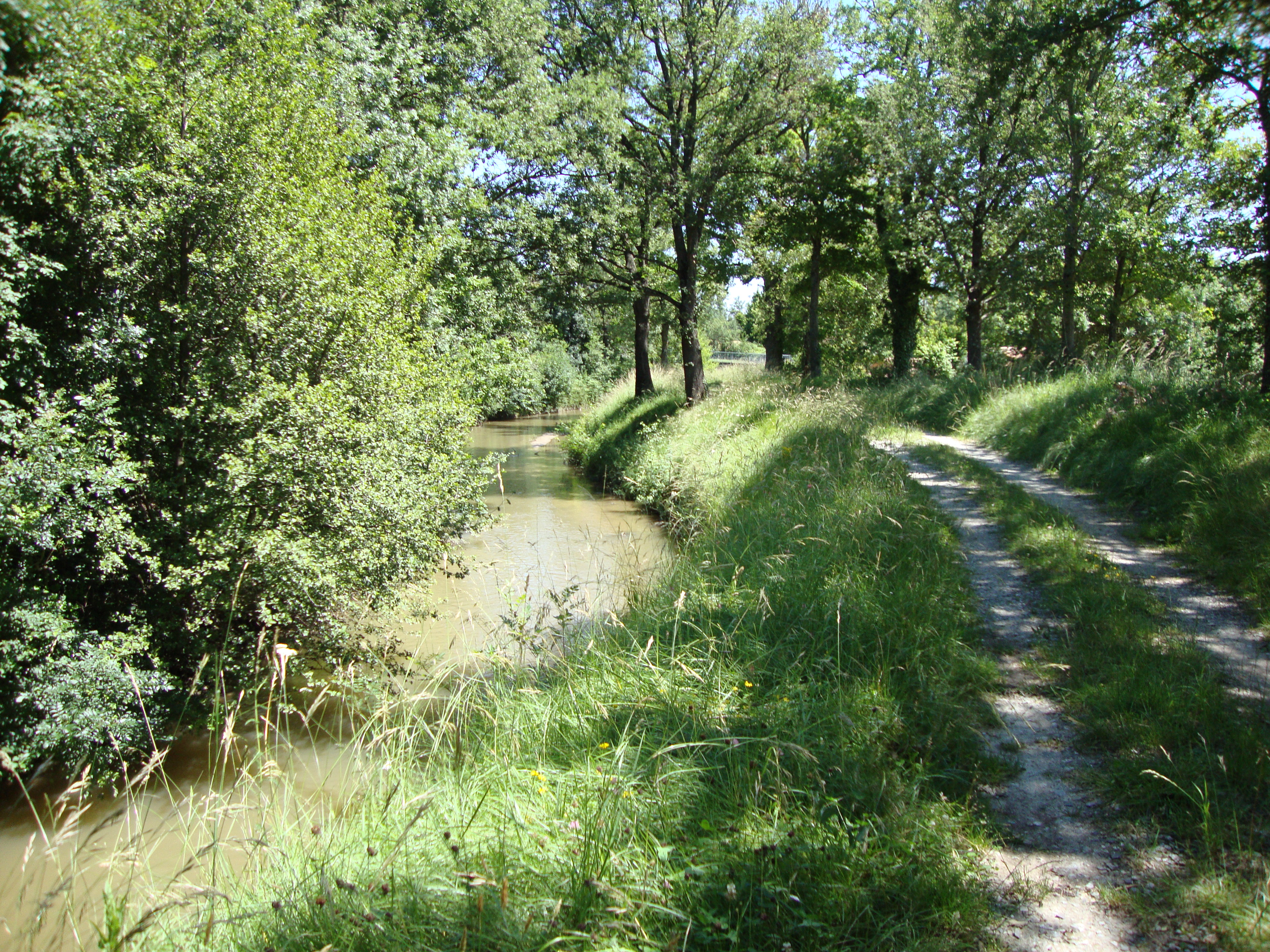